# Disco de Newton

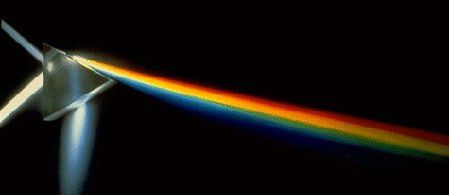
Descomposición de la luz blanca mediante un prisma.

El disco de Newton es un dispositivo atribuido a Isaac Newton, consistente en un círculo con sectores pintados en colores, rojo, anaranjado, amarillo, verde, celeste, azul, y violeta. Al hacer girar el disco a gran velocidad, se ven los colores combinados formando el color blanco. Con este dispositivo se demuestra que el color blanco está formado por los siete colores del arcoíris

## Fundamenta
Isaac Newton descubrió en 1666 que la luz blanca puede dividirse en sus colores componentes mediante un prisma y encontró que cada color puro se caracteriza por una refractabilidad específica. Hizo pasar un rayo de luz solar a través de un orificio de una habitación oscura, para que, con la inclinación adecuada, atravesara un prisma de vidrio y de esta manera, a la salida del rayo, obtuvo el espectro visible de la luz solar, demostrando que la luz solar está compuesta por infinidad de rayos simples con diferentes ángulos de refracción cada uno. Al hacer pasar los haces descompuestos de la luz solar por un segundo prisma, invertido respecto al primero, volvió a obtener un único haz de luz monocromática. Hoy sabemos que la luz está compuesta por fotones que se desplazan en ondas de diferente longitud, que además cambian de amplitud al atravesar distintos medios ópticos.
La segunda parte del experimento, la reunión de los colores descompuestos en un único haz de luz blanca, es la que motiva el disco de Newton, disco que está dividido en una serie de sectores con los colores del espectro, que al hacerlo girar a gran velocidad crea el efecto óptico de ver todo el círculo de color blanco.
También se podían dividir en siete colores para comparar el color habido.